# Opisthorchis viverrini
Opisthorchis viverrini és un trematode inclòs en el fílum platihelmints, dins el gènere dels opistòrquids. És un paràsit humà causant de l'opistorquiosi, una malaltia molt prevalent al sud-est asiàtic, especialment a Tailàndia, Laos, Cambodja i Vietnam.
O. viverrini està relacionat amb el desenvolupament de càncer de les vies biliars, les persones que han sigut infectades per O. viverrini tenen un risc alt de desenvolupar-lo. És per això que juntament amb Clonorchis sinensis és considerat per l'Agència Internacional de Recerca sobre el Càncer (IARC) com un agent carcinògen de tipus 1, és a dir que existeixen proves suficients per concloure que Opisthorchis viverrini pot causar càncer en humans.

## Descobriment
Opisthorchis viverrini va ser descrit per primer cop pel parasitòleg francès Jules Poirier l'any 1886 en una mostra provinent del fetge d’un gat siberià de l'espècie Felis viverrini.
L'any 1911, el doctor Arthur Francis George Kerr va dur a terme un estudi post-mortem de dos presoners d’una presó de Chiang Mai, al nord de Tailàndia. En un dels presoners, la mostra provenia de l’intestí on hi havia un únic trematode mentre que a l’altre provenia de la vesícula biliar i els conductes biliars on es van trobar dotze trematodes. Kerr va declarar que 39 de les 230 mostres fecals dels homes adults presoners d’aquella presó presentaven ous que indicaven que també estaven infectats pel microorganisme.
El parasitòleg anglès Robert Thomson Leiper va analitzar les mostres de la presó de Chiang Mai que s’havien descrit com Opisthorchis felineus i va observar que la morfologia de l’ou era lleugerament diferent de la d’O. felineus. A més, la forma adulta del trematode també diferia en aspectes com: la mida de l'organisme (és més petit), l'ovari multilobulat, la mida de les cavitats oral i ventral, etc. La descripció d’aquest microorganisme recordava a la que havia fet Poirier l'any 1886, fet que el va fer arribar a la conclusió de què es tractava del primer cas identificat d’ en humans.
Uns anys després, l'any 1927, Prommas va identificar O. felineus a l’autòpsia d’un noi de 17 anys resident a Roi-et, al nord de Tailàndia. Al mateix període, l'any 1929, Bedier i Chesnau van descobrir que la població de Laos estava infectada per en un 15% a Vientiane i en un 23% a Takhek, ciutats molt properes al riu Mekhong.
L'any 1955, els estudis d'Elvio H. Sadun van suggerir que la infecció hepàtica per paràsits que s’estava produint a Tailàndia era causada per i no per O. felineus tal com passava a Laos. Més endavant, l'any 1962 Harinasuta i Vajrasthira van aportar informació sobre les infeccions hepàtiques per paràsits a Tailàndia que van permetre conèixer la morfologia d’ i l'any 1965 Wykoff et al. van descriure el cicle vital del microorganisme i van confirmar que era el patogen causant de les infeccions a Tailàndia.

## Morfologia

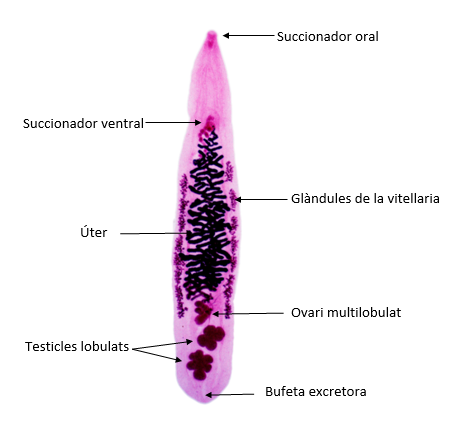
Morfologia dOpisthorchis viverrini.

### Forma adulta
Opisthorchis viverrini és un trematode hermafrodita prim, transparent i de ventre aplanat. La seva forma adulta és monoica i té una mida de 7,0 (5,4-10,2) × 1,5 (0,8-1,9) mm. Té dues cavitats succionadores musculars a la part anterior del seu cos: una cavitat oral a la zona subterminal i una ventral a la zona central del cos.

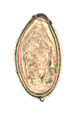
Morfologia de l'ou d.

Respecte al seu sistema reproductor, té dos testicles lobulats i diagonals situats a prop de l'extremitat posterior. La vesícula seminal és llarga i enrotllada i arriba fins al conducte ejaculador que es troba al porus genital, situat davant de la cavitat succionadora ventral. Davant dels testicles anteriors té un ovari multilobulat situat a prop del receptacle seminal i el canal de Laurer. L'úter s'estén des de l'ovari fins al succionador ventral. Entre la cavitat succionadora ventral i els testicles hi ha vàries columnes de fol·licles que formen la vitellaria.
La seva bufeta excretora es troba entre els dos testicles i és llarga i amb forma de S.

### Altres estadis
- Ou: té una mida aproximada de 25,8-31,0 µm x 12,4-17,6 µm. Té un opercle a un dels seus extrems envoltat per una capa de paret més gruixuda.[14] La seva superfície té una textura rugosa i irregular que es pot observar amb el microscopi electrònic. La morfologia dels ous és molt semblant a la d'altres espècies de trematodes hepàtics com Clonorchis sinensis i Opisthorchis felineus fent que la seva diferenciació sigui difícil.[13]

- Rèdia: té una forma allongada i pot arribar a mesurar 0,8 mm. La seva superfície està coberta per tegument que forma plecs en forma de circumferència, sobretot als extrems. El tegument de la part anterior té una gran quantitat de microvil·li mentre que a la part central i posterior forma una estructura reticular amb projeccions globulars. Envoltant a la cavitat oral a la part anterior de la rèdia s’hi troben diversos cilis.[14]

- Cercària: té una mida aproximada de 100-250 x 33-68 µm i la seva forma és còncava a la cara ventral i convexa a la cara dorsal. La superfície del seu cos també està recoberta per tegument amb plecs i espines. Aquestes espines varien segons la part del cos, ja que les de la cavitat oral són més llargues i denses que la resta. A part d’això, també hi ha cilis al llarg del cos i sobretot a la zona posterior. A més, posseeix una cavitat subterminal subdesenvolupada, una cavitat oral subterminal i una cua amb teguments i plecs.[14]
- Metacercària: forma un quist de doble paret amb forma oval d'una mida aproximada de 201 x 167 µm que es troba envoltat per una capa gruixuda de teixit de l'hoste. La doble paret del quist està composta per una paret exterior amb un gruix d'entre 3 i 8 µm i una paret interior tan prima que només es pot observar després que la forma adulta hagi sortit del quist.[15] A la forma enquistada s'observen pigments marrons-groguencs estesos per tot l'organisme i els corpúscles excretors a la part terminal del cos agrupats en una massa oval de grànuls foscos.[15] Quan la metacercària es desenquista adopta una morfologia més allargada que s'aprima a l'extrem anterior i que mesura 558 µm de llargada i 145 µm d'amplada aproximadament. Tota la seva superfície, a excepció de les cavitats oral i ventral, està recoberta d'unes espines amb escates que disminueixen en nombre i mida a mesura que s'apropen a l'extrem posterior. En referència als seus òrgans sensorials, té pèls sensorials que es troben al succionador oral, al succionador ventral i a prop del porus excretor.[15]

## Cicle vital
El cicle vital d'Opisthorchis viverrini és bastant complex, desenvolupant-se en 3 hostes al llarg de 4 o 4 mesos i mig. Inclou un dels hostes definitius, els humans, on el paràsit es reprodueix sexualment i 2 hostes intermediaris, on el paràsit duu a terme la reproducció asexual, que són els caragols d'aigua dolça, principalment del gènere Bithynia i els peixos d'aigua dolça, majoritàriament de la família dels ciprínids.
Els cucs adults del trematode resideixen adherits a la mucosa dels conductes biliars, la deposició dels ous tindrà lloc a la bilis i aquests seran alliberats per la femta. Un cop els ous són alliberats a l'ambient, seran ingerits pels caragols d'aigua dolça, que són el primer hoste intermediari.
Un cop dins els caragols, els ous es desclouen, alliberant per l'opercle unes larves ciliades anomenades miracidis. Els miracidis passen per diverses etapes de desenvolupament dins el tracte intestinal del caragol durant unes 8-10 setmanes.
Mitjançant reproducció asexual, els miracidis donen lloc a esporocists, després formen una fase anomenada rèdia, fins a formar milers de cercàries, una forma allargada i nedadora. Aquestes cercàries seran alliberades passivament pel caragol, encistant-se a la vegetació o penetrant sota els teixits musculars i/o epitelials dels peixos ciprínids, el segon hoste intermediari, quedant encistats en forma de metacercàries. Les metacercàries són les formes infectives dels hostes definitius, que inclouen mamífers que consumeixen peix cru, com els humans, gats, gossos i porcs, entre d'altres. La infecció en humans també es pot donar pel consum d'aigües contaminades per femtes.
La infecció d' en humans es dona principalment per la ingesta de peix cru, poc cuinat o fermentat, que conté les metacercàries encistades als seus teixits. A continuació, les metacercàries s'encisten al duodè. Després, ascendeixen per l'ampul·la de Vater, que està situada a la segona part del duodè i connecta el conducte pancreàtic i el conducte biliar, migrant des del conducte biliar comú fins al conducte biliar distal. Finalment s'adhereixen a la mucosa dels conductes biliars. La maduració dels cucs joves a cucs adults triga uns 2 mesos, però els cucs adults poden romandre al sistema biliar dels humans, excretant fins a 1000-2500 ous al dia, de 10 a 26 anys.

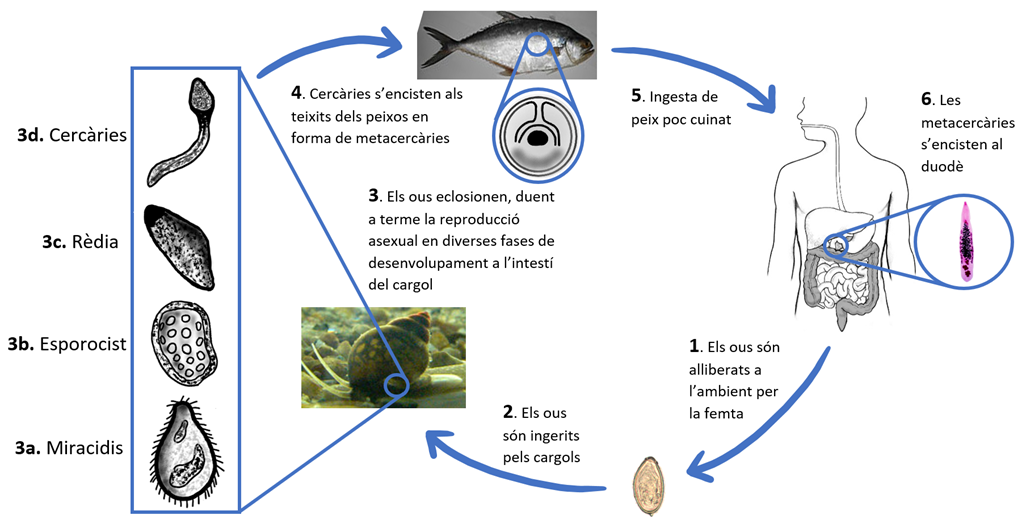
Cicle vital dOpisthorchis viverrini.

### Hostes intermediaris

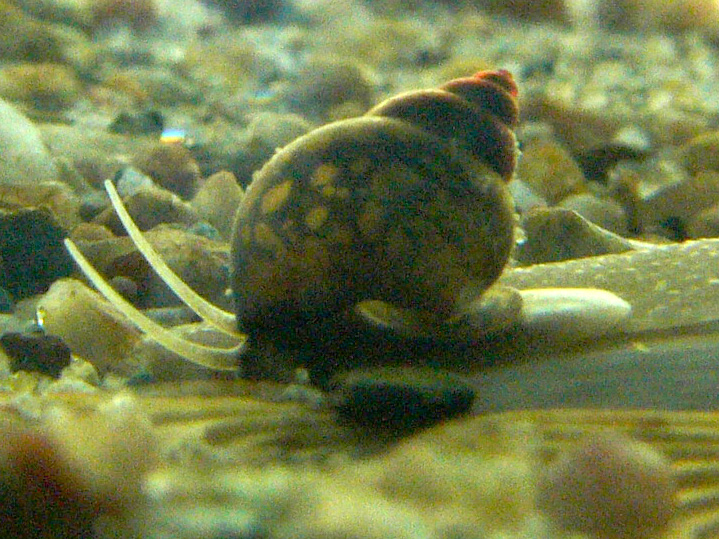
Els caragols del gènere Bithynia són els primers hostes intermediaris.

Els primers hostes intermediaris són 3 espècies de caragol del gènere Bithynia: Bithynia goniompharus, B. funiculata i B. siamensis. Els caragols viuen en ecosistemes lèntics (ecosistemes aquàtics sense corrent d'aigua continua), d'aigües poc profundes. A Tailàndia, aquestes espècies mostren una distribució geogràfica particular; B. goniompharus es troba a la regió del nord-est, B. siamensis predomina sobretot a la Tailàndia central i B. funiculata domina a la regió del nord. La incidència del trematode en els caragols és molt baixa, de menys de l'1%, per això s'han descartat com a agents de control de la infecció d'.
Les principals espècies de peixos que actuen com el segon hoste intermediari per la transmissió d'O. viverrini als humans són: Cyclocheilichthys, Puntius i Hampala dispa, tot i que a Tailàndia es coneixen 15 espècies que poden ser hostes d'O. viverrini. La severitat de la infecció depèn de les espècies de peix infectades i els ecosistemes aquàtics en els que viuen, també mostren una variació estacional, sent més intensa en els mesos de febrer a setembre, durant l'època de pluges. La incidència de les metacercàries infectives d'O. viverrini en els peixos d'aigua dolça és molt més prevalent que en caragols, arribant fins al 90% en algunes regions.

## Presència en aliments

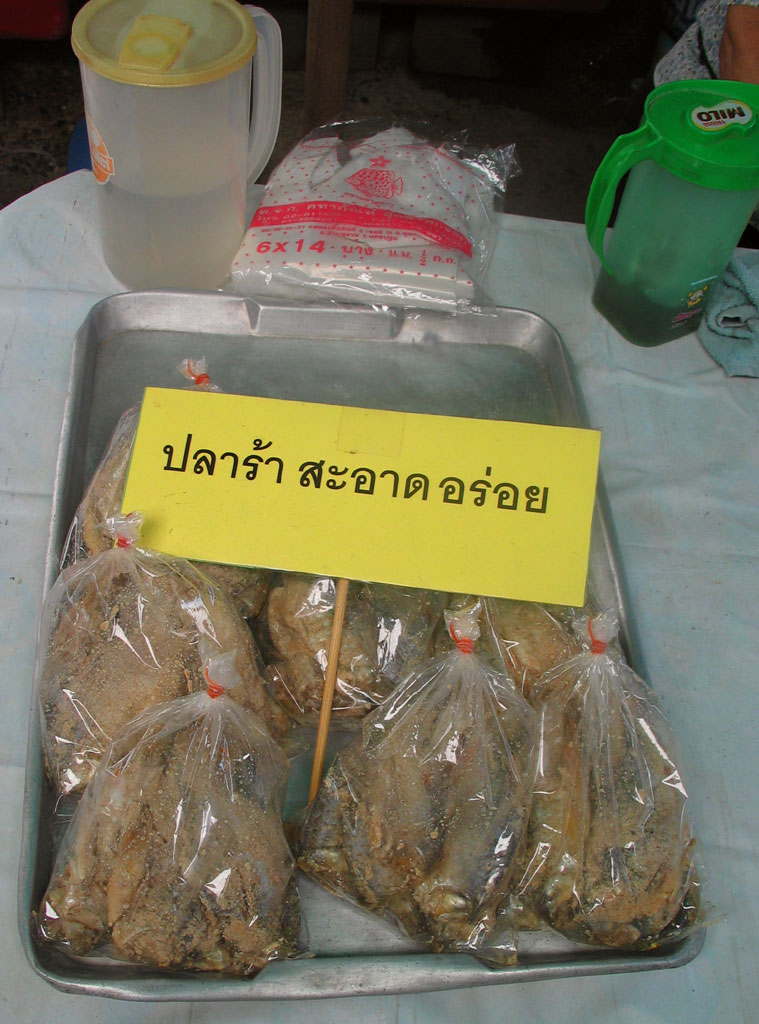
Pla raa.

La transmissió als humans d'O. viverrini es dona per la ingesta de peix poc cuinat, que conté les metacercàries enquistades als teixits del peix, per tant un gran punt de contagi d'O. viverrini en humans és el consum de petits peixos que viuen en aigües dolces. És per això, que l'opistorquiosi és considerada una malaltia de toxiinfecció alimentària. El consum de peix cru és típic del sud-est asiàtic i forma part de la cuina tradicional de la regió. Un gran nombre de plats basats en el peix cru són consumits per aquesta població fent que l'opistorquiosi sigui endèmica en aquesta zona. Així doncs, l'eliminació d'aquests costums tant arrelats dins les poblacions no és fàcil, i suposa un greu problema en l'eliminació d'aquesta malaltia dins les regions mencionades. D'aquesta manera, una estratègia de prevenció dels contagis són els programes d'educació sanitària que adverteixen a la població dels riscos de consumir plats amb peix cru o poc cuinat.
Alguns dels plats típics de la gastronomia tailandesa inclouen el koi pla, pla som, pla raa i jaewbhongkoi. Koi pla és un plat que porta peix cru, espècies i verdures. Pla som, pla raa i jaewbhongkoi s'elaboren amb peix cru o fermentat. El consum d'aquests plats suposa un perill, ja que, el peix utilitzat pot estar infectat amb O. viverrini i, per tant, pot infectar a la persona que el consumeixi.

## Opistorquiosi
L'opistorquiosi és la malaltia zoonòtica, causada pels trematodes intestinals paràsits del gènere Opisthorchis, incloent O. viverrini i O. felineus. Una infecció crònica pot desencadenar en un colangicarcinoma, un càncer dels conductes biliars, a més de provocar canvis importants en la nostra microbiota intestinal.
L'opistorquiosi està relacionada amb la clonorquiosi (produïda per Clonorchis sinensis), ja que totes dues presenten la mateixa simptomatologia, i la transmissió sovint és a través de la ingestió de peix cru, i els ous de les tres espècies (O. viverrini, O. felinus i Clonorchis sinensis) són morfològicament difícils de distingir a través de microscòpia òptica.

### Factors de patogenicitat
Els mecanismes de patogenicitat d’Opisthorchis viverrini encara no estan ben descrits. Es coneix que secreta molècules provinents del tegument i el component excretor-secretor (ES) que causen una reacció inflamatòria a la mucosa de l’hoste.
Els productes provinents del component ES (ESPs) causen alteracions en les funcions dels limfòcits, macròfags i els granulòcits afectant la resposta inflamatòria de l’hoste. Indueixen un augment del mRNA de la proteïna receptora TLR4 als colangiòcits, una activació de la translocació nuclear de NF-κB i l'expressió i secreció de l'interleucina IL-8 i la citocina IL-6. Per tant, l'augment d’aquestes molècules pot confirmar que les cèl·lules de l’hoste reconeixen els factors excretats pel component ES d’O. viverrini com a antígens sobre els que actuar.

### Simptomatologia

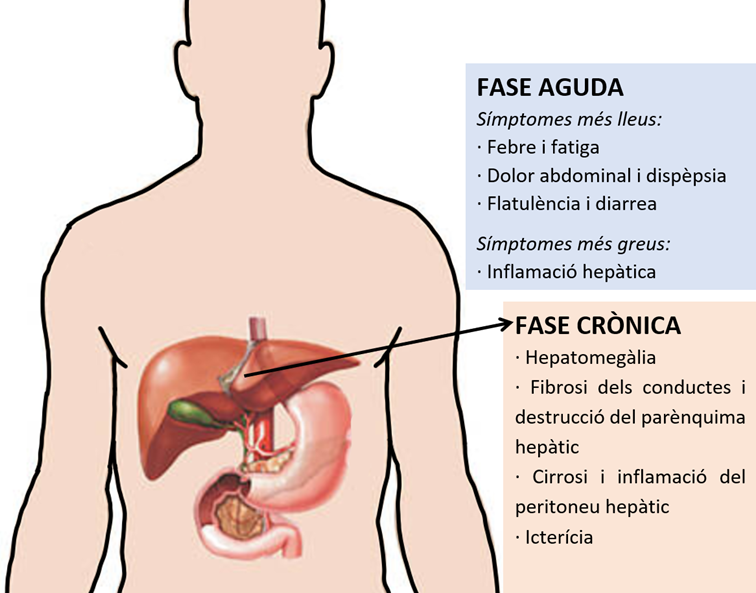
Símptomes de la infecció per Opisthorchis viverrini.

La majoria de persones que són infectades per O. viverrini no presenten símptomes, aproximadament un 90-95% dels casos són asímptomàtics, però un 5-10% dels casos presenten un quadre clínic de símptomes generalment inespecífics, sent la complicació més greu el desenvolupament del càncer de les vies biliars.
A escala histològica, aquesta infecció provoca una patologia que presenta inflamació, descamació epitelial, hiperplàsia epitelial, adenomatosa, metaplàsia de les cèl·lules caliciformes, i fibrosi periductal, a més de la formació de granulomes.
Les primeres manifestacions solen ocorre quan hi ha una inflamació hepàtica i l'obstrucció intermitent de les vies biliars. A l'inici de la infecció poden aparèixer símptomes més lleus com dispèpsia, dolor abdominal, fatiga, flatulència, febre o diarrea o restrenyiment. A mesura que la infecció avança i la càrrega parasitària augmenta, és a dir, la quantitat d'aquests trematodes a l'organisme és més alta, la patologia pot arribar a ser més greu, i es pot arribar a obstruir la vesícula biliar i presentar així dolor al cuadrant superior dret, que pot derivar en una hepatomegàlia (engrandiment del fetge) greu a la fase crònica i desnutrició. En cas de reinfecció la simptomatologia pot arribar a ser més greu, acostumant a presentar una inflamació crònica, que provoca fibrosi dels conductes i una destrucció del parènquima hepàtic adjacent, també pot donar lloc a cirrosi, icterícia i inflamació del peritoneu abdominal. Aquesta patologia pot desencadenar en un colangiocarcinoma, que pot arribar a ser letal.

#### Colangiocarcinoma
El colangiocarcinoma o CCA és un tumor maligne del teixit epitelial de les vies biliars. Tot i que inicialment O.viverrini causa infeccions agudes de la vesícula i els conductes biliars que poden ser tractades amb medicaments, és molt comú que es produeixin infeccions cròniques les quals suposen un factor de risc pel desenvolupament de carcinogènesis. Quan parasita el sistema biliar i s'adhereix a l'epiteli dels conductes biliars, O. viverrini causa lesions que indueixen una resposta immunitària prolongada en el temps. Els productes metabòlics del trematode també són immunògens (indueixen una resposta immune) i tòxics per l'epiteli biliar. Evidències experimentals i epidemiològiques han mostrat una forta correlació entre la infecció per O. viverrini i el desenvolupament del càncer de les vies biliars.
Aquesta correlació entre la infecció per O. viverrini i el desenvolupament de colangiocarcionoma es veu reflectida a les províncies situades al nord i nord-est de Tailàndia, on la incidència d'infeccions causades per O. viverrini és molt més elevada que a la resta del país, i el colangiocarcinoma representa més de la meitat de càncers hepàtics de la regió. D'aquesta manera, les zones amb major incidència del trematode presenten un major percentatge de colangiocarcinomes.
Aquest tipus de càncers es classifiquen en funció de la seva localització, un 50% dels colangiocarcinomes sorgeixen de la regió perihiliar (entre els conductes intrahepàtics i conducte biliar comú), un 40% sorgeix a la regió distal (afectant el conducte biliar distal), i el 10% a la regió intrahepàtica (afectant els conductes intrahepàtics). El CCA pot no sorgir únicament d'una de les tres regions esmentades sinó que molts dels càncers de les vies biliars són multifocals, és a dir, no parteixen d'un únic focus.

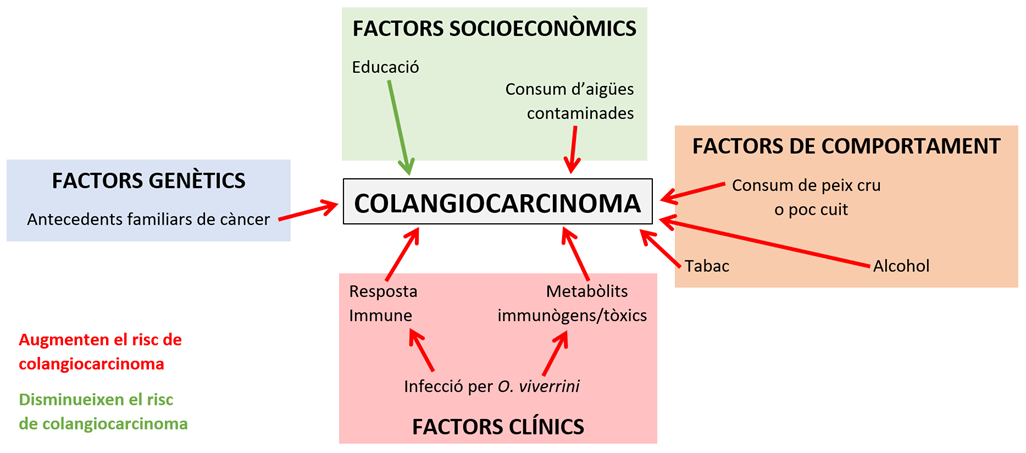
Factors de risc pel desenvolupament de colangiocarcinoma.

Trobem dificultats en el diagnòstic i el tractament d'aquest tipus de càncers. D'una banda, el colangiocarcinoma és extremadament inusual i en les primeres etapes del desenvolupament de la malaltia els infectats són asimptomàtics, la qual cosa dificulta el seu diagnòstic. D'altra banda, el tumor és difícil extreure amb cirurgia i per tant, molts d'aquests tumors són incurables. Tot i ser incurables es poden aplicar al malalt mesures pal·liatives com la resecció, radioteràpia, o el procediment de Stenting les quals poden ajudar a millorar la qualitat de vida del pacient.
Encara que Opisthorchis viverrini ha estat descrit com un factor de risc primari pel desenvolupament de colangiocarcinoma, hi ha altres factors de risc poden influir en la proliferació del càncer, com el consum prolongat de tabac i alcohol (augmenten fins a 11 vegades la probabilitat de desenvolupar la malaltia), juntament amb altres factors de comportament, socioeconòmics (educació i consum d'aigües contaminades) i clínics. La dieta, el consum de tabac i alcohol estan associats amb altres malalties, per tant, les mesures de prevenció específiques per la regió se centraran en programes d'educació i tractament d'aigües residuals.

### Diagnòstic
Es fa un diagnòstic segons el quadre clínic, s'estudia la possibilitat de la ingestió del trematode a través de l'alimentació de peixos ciprínids, crustacis o plantes d'aigua dolça, poc cuits.
El més habitual per la detecció és fer una observació de les femtes del pacient sospitós mitjançant microscòpia òptica o microscòpia electrònica. El que busquem a les mostres són els ous d'aquest organisme, ja que, els ous són el que és excretat i, per tant, el que pot ser observat. Els ous presenten una envolta gruixuda i rugosa. Aquesta morfologia pot ser confosa amb la morfologia dels ous d'altres trematodes paràsits com Opisthorchiidae, Heterophyidae i Lecithodendriidae. Les mostres acostumen a ser tenyides amb permanganat de potassi (microscopi electrònic) o amb blau de metilè (microscopi òptic), dos colorants que destaquen les característiques dels ous i que, per tant, faciliten l'observació microscòpica.
Hi ha casos on la infecció és lleu i no s'aconsegueix detectar la presència d'ous a les femtes, en aquests casos farem servir tècniques alternatives. Una de les possibles tècniques és l'ELISA, en aquest cas està basada en la cisteïna proteïnasa i detecta la presència de l'antigen Ov-CP-1. S'ha observat que aquest tipus d'ELISA presenta una sensibilitat del 94,66% i una especificitat del 95,55%. Per la detecció de la presència del patogen també es pot usar una PCR en els ous. Un altre mètode, recolzat per l'Organització Mundial de la Salut, a les zones on hi ha una moderada o alta taxa de transmissió d'helmints és la tècnica Kato-Katz.

### Epidemiologia
Les opistorquiosis, juntament amb infeccions provocades per altres platihelmints causants d’infeccions hepàtiques, representen un problema important dins la salut pública mundial, afectant grans regions de l'Àsia. Actualment, s'estima que hi ha 600 milions de persones en risc d'infecció i 45 milions de persones infectades. Tant és així que la infecció causada per Opisthorchis viverrini ha esdevingut una malaltia endèmica al sud-est asiàtic, sent responsable d'aproximadament unes 9 milions infeccions anuals, 7 milions localitzades a Tailàndia i 2 milions a Laos.

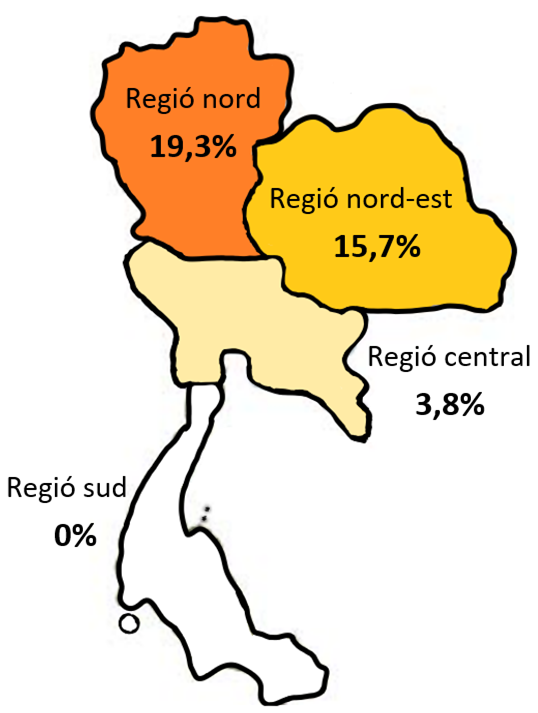
Epidemiologia de la infecció causada per Opisthorchis viverrini a Tailàndia.

A Tailàndia, la incidència de les infeccions causades per O. viverrini (calculada a partir de mostres fecals contaminades amb ous) està situada entre el 24,5% i el 60%. A la regió del nord del país és de 19,3%, i al nord-est de 15,7%. En canvi, a la regió central i sud del país, les incidències del paràsit són de 3,8% i 0% respectivament. La prevalença la infecció per O. viverrini a les regions nord i nord-est de Tailàndia és major que a la resta del territori, vist que, la població d'aquesta zona consumeix un plat anomenat koi pla. Aquest plat es fa a partir de peix cru i el seu consum es relaciona amb la incidència de la infecció per O. viverrini, ja que com que no està cuinat, pot presentar restes del trematode. Es calcula que l'opistorquiosi provoca unes pèrdues anuals de 120 milions de dòlars americans al sistema sanitari tailandès.
L'any 2006 a Cambodja es va iniciar un programa nacional pel control d’helmints, el qual tenia l’objectiu de diagnosticar els casos presents a la població. A partir d’aquest estudi, s’ha detectat un augment progressiu de casos en 22 de les 24 províncies. A més, estudis actuals suggereixen que una gran part dels casos no són diagnosticats i que, per tant les dades no són reals. Es preveu que en els anys vinents la infecció per O. viverrini podria resultar en un problema de salut pública amb conseqüències extremadament greus per a la població.
Actualment, també s'està detectant un augment de casos en països on O. viverrini no és endèmic. Sobretot a Amèrica del Nord degut a l'augment de la freqüència dels viatges internacionals, ja sigui per turistes visitants d'àrees endèmiques o per immigració provinent d'àrees on és prevalent la infecció per O. viverrini.
Pel que fa al colangiocarcinoma té unes taxes d'incidència molt elevades al sud-est asiàtic (113 per 100.000 habitants). En aquesta àrea presenta una de les prevalences més altes de totes les neoplasies. Mentre que, als EUA representa entre el 15% i el 25% dels càncers de fetge. A la regió de Khon Kaen, a Tailàndia, (la regió amb major taxa d'incidència del món) representa un 86,5% de tots els càncers.

#### Factors de risc
Els factors de risc de la infecció per Opisthorchis viverrini són la geolocalització a països de l'Àsia com Tailàndia, Laos, Cambodja i Vietnam, on es pot trobar aquest plathelmint; el consum de peix o crustacis crus, o plantes d'aigua dolça sense cuinar; i el risc d'infectar-se per O. viverrini és major en homes que en dones. També s'ha vist que augmenta el risc d'infecció en persones que són majors de 60 anys. A més l'opistorquiosi afecta sobretot a aquelles poblacions que estan en situació de pobresa, o si més no, en una situació vulnerable.
L'opistorquiosi més severa, s'ha observat sovint en pacients de més de 40 anys que viuen en zones endèmiques de la malaltia, on adquireixen la malaltia durant la infantesa. El més probable és que la severitat de la malaltia es vegi augmentada per repetits contactes, reinfeccions, i l'augment de la càrrega parasitària del trematode al llarg del temps.

Estructura química del praziquantel.

### Tractament
El tractament de l'opistorquiosi dura de dos a tres dies i es basa en l'adimistració d'una dosi 25 mg/kg de praziquantel tres vegades al dia. Alternativament, es pot tractar mitjançant l'adiministració d'una única dosi de praziquantel però, en aquest cas de 40 mg/kg. Diversos estudis han demostrat que el tractament amb 40 mg/kg dona una eficàcia propera al 100%.
També pot ser usat com a tractament la tribendimidina, un agent antihelmíntic. Aquest medicament mostra una eficàcia comparable amb la de praziquantel. A més, presenta un excel·lent perfil de seguretat. Seria un bon candidat com a alternativa enfront una possible resistència de O. viverrini al praziquantel.

### Prevenció
L'Organització Mundial de la Salut inclou l'opistorquiosi al pla estratègic per combatre les malalties tropicals desateses, i considera que un control major a les infeccions alimentàries és necessari per a reduir el risc de patir una infecció d'aquest tipus, i alhora controlar la seva morbiditat associada. La prevenció en front O. viverrini es basa en: l'aplicació de programes d'educació sanitària, l'administració massiva de praziquantel i el tractament de les aigües residuals.
S'ha vist que programes d'educació sanitària dins les àrees problemàtiques suposen un gran mètode de prevenció enfront de la infecció per O. viverrini. Aquests programes de prevenció informen a la població sobre els factors de risc, és a dir, dels perills que suposa el consum de peix cru o poc cuit. També adverteixen a la població de les conseqüències de l'opistorquiosi i del colangiocarcinoma causat per O. viverrini. Dins les àrees en que l'opistorquiosi presenta una major incidència (determinades regions de l'Àsia) el consum de peix cru és un tret cultural i per tant, els programes de prevenció basats en l'educació sanitària no sempre donen una eficàcia immediata. Els programes han de ser molt insistents i continuats en el temps i, a més, són necessaris un parell d'anys per poder veure el seu efecte directe en la incidència de casos. Tot i això, s'ha observat que, passat un temps, es redueix la incidència de les infeccions per O. viverrini.
L'administració massiva de medicaments com el praziquantel a les comunitats més vulnerables a la infecció fa disminuir considerablement el nombre d'infectats. Així doncs, vist que aquest patògen pot ser transmès per via fecoral, reduir el nombre d'infectats comporta una disminució de la transmissió entre persones, sent un mètode de prevenció important.
El tractament d'aigües residuals també ajuda a prevenir la transmissió entre els hostes intermediaris (els caragols i els peixos ciprínids) i la resta d'hostes (mamífers consumidors de peix). Un dels hostes definitius és l'humà i pot transmetre, a través de les femtes, ous d'O. viverrini. El correcte processament de les aigües residuals que provenen de l'activitat humana i poden contenir restes fecals, és important per eliminar els ous del trematode. Si aquestes aigües són mal tractades i sobretot, si són abocades als rius, poden acabar infectant als hostes del paràsit. D'aquesta manera, un correcte tractament de les aigües, suposa un gran mètode de prevenció enfront a les infeccions. Per tractar aigües residuals s'ha vist que es pot eliminar els ous d'helmints amb un 90% d'eficàcia amb porfirina fotosensibilitzada, un compost respectuós amb el medi ambient, el tractament de les femtes humanes abans de ser abocades a les aigües residuals també ajudaria a reduir la prevalença de la malaltia.